# Richard Fischer (Schriftsteller)
Richard Fischer (* 19. April 1883 in Chemnitz, Sachsen; † 20. Juli 1972 in Tutzing, Bayern) war ein deutscher Schriftsteller.

## Leben
Der gebürtige Chemnitzer Richard Fischer legte das Abitur am Gymnasium in Dresden ab, ehe er sich den Studien der Germanistik, Geschichte und Geographie an den Universitäten Marburg, München, Berlin sowie Leipzig zuwandte, 1911 erfolgte seine Promotion zum Dr. phil.
Nachdem Fischer von 1916 bis 1918 als Soldat im Ersten Weltkrieg gedient hatte, trat er 1919 eine Stelle als Gymnasiallehrer in Dresden an. Der zum Studienrat Ernannte wurde 1933 wegen seiner den Nationalsozialismus ablehnenden Haltung aus dem Schuldienst entlassen und übersiedelte nach Bernried in Niederbayern. Richard Fischer, der danach als freier Schriftsteller lebte, verstarb 1972 drei Monate nach Vollendung seines 89. Lebensjahres in Tutzing.
Richard Fischer trat als Verfasser von Novellen sowie von Lyrik hervor.

## Werke (Auswahl)
- Landungen : Novellen, Weicher, Leipzig, 1914
- 1914 : Kriegsgedichte, Xenien-Verlag, Leipzig, 1914
- Du heilige Erde!, Dresdner Verlag von 1917, Dresden, 1918
- Schrei in die Welt, Dresdner Verlag von 1917, Dresden, 1919
- Unendliche Strasse: Novellen, Laube, Dresden, 1921
- Komm Welt : Gedichte, Pandora-Verlag, Dresden, 1926
- Borris : Eine Erzählung von treuer Freundschaft in wilden Zeiten, Phoebus-Verlag, Berlin, 1928